# Салим, Салим Ахмед
Салим Ахмед Салим (араб. سلیم احمد سلیم‎; суахили Salim Ahmed Salim; 23 января 1942, султанат Занзибар) — танзанийский политический, государственный и дипломатический деятель, интернационалист, панафриканист, социал-демократ, борец за свободу, председатель сессии Генеральной Ассамблеи ООН (1979—1980), министр иностранных дел (1980—1984), премьер-министр Танзании (1984—1985), заместитель премьер-министра и министр обороны Танзании (1985—1989), генеральный секретарь ОАЕ (1989—2001), журналист.

## Биография
Оманского происхождения. Родился в семье шейха Ахмеда Салима Риями, этнического араба из Омана. Получил образование в колледже Лумумба на Занзибаре, затем продолжил обучение в колледже Святого Стефана Делийского университета, получил степень магистра международных отношений в Школе международных и общественных отношений Колумбийского университета в Нью-Йорке.
Политическую активность начал в 17-летнем возрасте, когда стал основателем и первым вице-президентом Всезанзибарского студенческого союза, который и возглавил. Редактировал партийную газету. Позже стал ведущей фигурой в освободительном движении Занзибара. Сыграл важную роль в активизации населения Занзибара в его борьбе за независимость от британского колониализма.
Его международная карьера началась всего четыре года спустя, когда Независимое националистическое правительство Занзибара направило его для создания дипломатического офиса Занзибара в Гаване (Куба), в качестве заместителя главы миссии. После революции 1964 года, когда был свергнут султан Занзибара и его преимущественно арабское правительство, президент Занзибара Абейд Каруме назначил Ахмед Салима Верховным комиссаром Занзибара в Каире, когда ему было всего 22 года.
Вскоре после этого была основана Объединенная Республика Танзания с Абейд Каруме в качестве вице-президента и президентом Ньерере, который назначил Салима новым послом Танзании в Каире, при этом он продолжал работать верховным комиссаром и послом в Индии и Пекине, позже в 1970 году был отправлен в Нью-Йорк в качестве постоянного представителя делегации Танзании в ООН. Занимал этот пост почти 10 лет и сыграл видную роль в формулировании внешней политики по освобождению Африки и борьбе против угнетения.
Избирался председателем Специального комитета ООН по деколонизации восемь лет подряд. Был председателем 34-й сессии Генеральной Ассамблеи, председателем Совета Безопасности ООН и председателем различных специальных сессий ООН. Салим сыграл ключевую роль в Группе 77, организации развивающихся стран и Движении неприсоединения, а также в Африканской группе. Участвовал в формировании ключевых союзов для защиты интересов развивающегося мира.
Внёс большой вклад в борьбу за освобождение Африки. В качестве председателя комитета ООН по деколонизации неустанно боролся за победу над колониализмом португальских и родезийских поселенцев в Анголе, Мозамбике, Гвинее-Бисау, Кабо-Верде, Сан-Томе и Принсипи и Зимбабве. Победа в этих странах активизировала борьбу против колониализма и апартеида и заложила основу для освобождения Намибии и Южной Африки. Сыграл стратегическую роль в борьбе за место Китая в ООН.

## Награды
- Орден Факела Килиманджаро II степени (Танзания, 2011 г.)
- Орден Объединенной Республики Танзания (Танзания, 1985 г.)
- Национальный орден Заслуг (Алжир , 2001 г.)
- Большой крест ордена Посвящения (Конго , 1994 г.)
- Орден Звезды Африки (Либерия , 1980)
- Командор Национального ордена Мали (2001 г.)
- Орден Компаньонов О. Р. Тамбо I степени (ЮАР , 2004 г.)
- Орден Заслуг (Центральноафриканская Республика , 1994 г.)
- Национальный орден Тысячи холмов (Руанда , 1993 г.)
- Национальный орден Льва (Сенегал)а (2000 г.)
- Орден Двух Нилов (Судан , 2001 г.)
- Орден Моно (Того , 2001 г.)
- Орден Дружбы (Китай, 2019 г.)